# Alfabeto svedese
L'alfabeto svedese (in svedese Svenska alfabetet) è l'alfabeto utilizzato per scrivere la lingua svedese. Le 29 lettere di questo alfabeto fanno parte del moderno alfabeto latino, di 26 lettere, più Å, Ä e Ö, in questo ordine. L'alfabeto svedese contiene 20 consonanti e 9 vocali (a e i o u y å ä ö). 
L'alfabeto latino fu portato in Svezia con la cristianizzazione della popolazione, anche se le rune continuarono ad essere usate per i primi secoli del cristianesimo, nonostante la loro tradizionale relazione con la religione norrena. Le rune subirono una parziale latinizzazione durante il Medioevo, quando l'alfabeto latino fu completamente accettato come sistema di scrittura svedese, ma le rune si verificarono ancora, soprattutto nelle campagne, fino al XVIII secolo, e furono usate decorativamente fino alla metà del XIX secolo.

## Alfabeto
| Lettere maiuscole | Lettere maiuscole | Lettere maiuscole | Lettere maiuscole | Lettere maiuscole | Lettere maiuscole | Lettere maiuscole | Lettere maiuscole | Lettere maiuscole | Lettere maiuscole | Lettere maiuscole | Lettere maiuscole | Lettere maiuscole | Lettere maiuscole | Lettere maiuscole | Lettere maiuscole | Lettere maiuscole | Lettere maiuscole | Lettere maiuscole | Lettere maiuscole | Lettere maiuscole | Lettere maiuscole | Lettere maiuscole | Lettere maiuscole | Lettere maiuscole | Lettere maiuscole | Lettere maiuscole | Lettere maiuscole | Lettere maiuscole |
| ----------------- | ----------------- | ----------------- | ----------------- | ----------------- | ----------------- | ----------------- | ----------------- | ----------------- | ----------------- | ----------------- | ----------------- | ----------------- | ----------------- | ----------------- | ----------------- | ----------------- | ----------------- | ----------------- | ----------------- | ----------------- | ----------------- | ----------------- | ----------------- | ----------------- | ----------------- | ----------------- | ----------------- | ----------------- |
| A                 | B                 | C                 | D                 | E                 | F                 | G                 | H                 | I                 | J                 | K                 | L                 | M                 | N                 | O                 | P                 | Q                 | R                 | S                 | T                 | U                 | V                 | W                 | X                 | Y                 | Z                 | Å                 | Ä                 | Ö                 |
| Lettere minuscole |                   |                   |                   |                   |                   |                   |                   |                   |                   |                   |                   |                   |                   |                   |                   |                   |                   |                   |                   |                   |                   |                   |                   |                   |                   |                   |                   |                   |
| a                 | b                 | c                 | d                 | e                 | f                 | g                 | h                 | i                 | j                 | k                 | l                 | m                 | n                 | o                 | p                 | q                 | r                 | s                 | t                 | u                 | v                 | w                 | x                 | y                 | z                 | å                 | ä                 | ö                 |

### Å,ÄeÖ
Oltre alle ventisei lettere di base, l'alfabeto svedese include i grafemi Å, Ä e Ö, posti alla fine. Sono lettere distinte in svedese e sono ordinate dopo la Z come mostrato di sopra. Non segnano un cambiamento grammaticale, come può fare l'umlaut nell'ortografia tedesca, o separano sillabe, come fa la dieresi, quindi non è strettamente corretto chiamarle umlaut, ma questo è comune.
Si può comunque sostenere che è storicamente ed etimologicamente corretto chiamarli umlaut perché sono stati presi in prestito dal tedesco. È anche corretto chiamarle lettere con diacritici perché è quello che sono, nonostante i due punti non indichino la separazione della pronuncia indicata dal segno dieresi. Si incontra anche l'argomento che non sono varianti delle lettere a e o con aggiunta di diacritici perché sono lettere separate, ma questo non è logico perché ci sono altre lingue che hanno lettere con diacritici che le trattano come lettere separate.